# 桜尾城

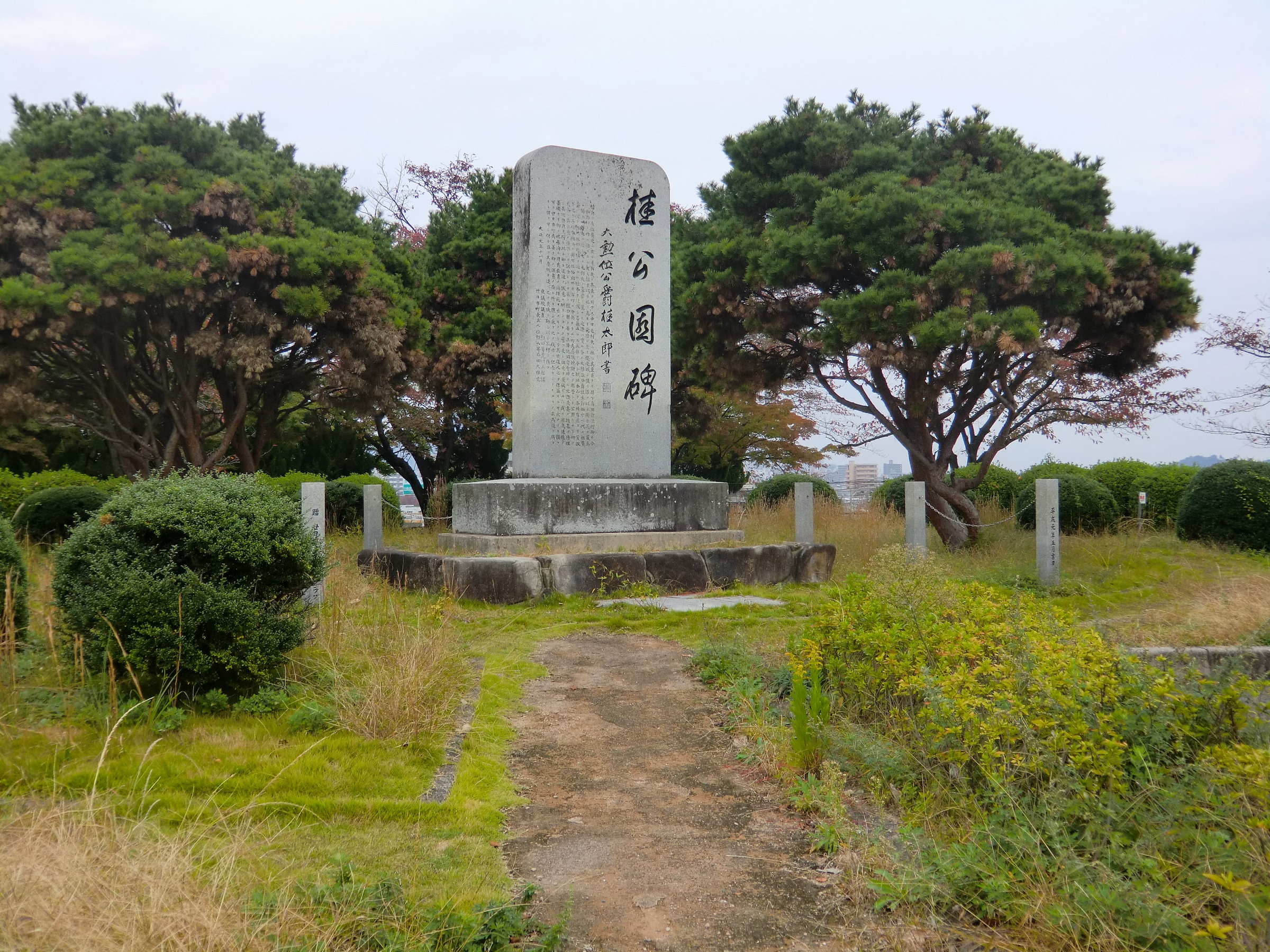
桂公園の碑

桜尾城（さくらおじょう）は、安芸国佐西郡廿日市（現在の広島県廿日市市桜尾本町）にあった日本の城。厳島神社で有名な宮島の対岸にあり、瀬戸内海に面した海城。

## 概要
複郭式の海城で、築城当時は三方を海に囲まれた海城であった。江戸時代までは、城跡はほとんど手付かずの状況であったが、近代になると埋め立て、造成などの開発にさらされた。大正元年（1912年）、城主のひとり桂元澄の末裔である桂太郎が土地を買収し廿日市町（当時）に寄付。整備され大正2年（1913年）に寄贈した桂太郎の名前を付けた桂公園として開園した。桂は城址を永久保存するために町に寄贈したのだが、昭和40年代に地形が変えられ、都市公園としての再整備が行われた。そのため、遺構は残されていない。

## 沿革
承久3年（1221年）の承久の乱の結果、中原親能の一族である藤原親実が新たな厳島神主となり桜尾城を築いた。しかし藤原親実は幕府の要人でもあり、厳島に下向して神職を務めることはなく、代官による支配であった。しかし時代が下り、幕政が混乱すると藤原氏が下向して桜尾城に入城し、直接支配するようになった。
室町時代には武田氏の武田信賢が厳島神主家の社領に侵入し、永享13年/嘉吉元年（1441年）には桜尾城も包囲されるに至ったが撃退した。その後は大内氏の傘下に入り、桜尾城も平穏であったが、戦国時代になると家督を巡って一族で争いが起き、長い内紛の結果、友田興藤が家督を継承し、桜尾城を新たな居城とした。その後、大内氏が家督に介入してきたため、興藤は尼子氏と通じて天文10年（1541年）に大内氏を離反したが、逆に大内義隆に攻撃され桜尾城は落城、興藤は自害した。友田興藤自害後は、大内家臣の杉隆真が佐伯景教と名乗って新たな当主となった。
大寧寺の変後は陶家臣の江良賢宣などが城番となっていたが、大内・陶氏に反旗を翻した毛利軍の侵攻により天文23年（1554年）5月12日に開城、毛利元就の支配下に入った（防芸引分）。城主として桂元澄が入城し、天文24年（1555年）の厳島の戦いでの後方支援を担った。戦いの後に自害した陶晴賢の首実検もこの城で行われた。その後も桜尾城は桂元澄の居城として続くが、元澄の死後、毛利元就の四男の穂井田元清に与えられ、その居城になる。天正14年（1586年）から豊臣秀吉が九州征伐を開始。翌年、豊臣秀吉が九州に向かう途中、桜尾城に立ち寄り、厳島神社を参詣している。
慶長5年（1600年）の関ヶ原の戦いの後、安芸国は福島正則の支配地となった。この時に桜尾城も存在価値を失い、廃城となった。